# Fort Lupton (Colorado)
Fort Lupton es una ciudad ubicada en el condado de Weld en el estado estadounidense de Colorado. En el Censo de 2010 tenía una población de 7.377 habitantes y una densidad poblacional de 394,12 personas por km².

## Geografía
Fort Lupton se encuentra ubicada en las coordenadas 40°5′6″N 104°47′40″O / 40.08500, -104.79444. Según la Oficina del Censo de los Estados Unidos, Fort Lupton tiene una superficie total de 18.72 km², de la cual 18.62 km² corresponden a tierra firme y (0.51%) 0.1 km² es agua.

## Demografía
Según el censo de 2010, había 7.377 personas residiendo en Fort Lupton. La densidad de población era de 394,12 hab./km². De los 7.377 habitantes, Fort Lupton estaba compuesto por el 72.08% blancos, el 0.6% eran afroamericanos, el 1.57% eran amerindios, el 0.87% eran asiáticos, el 0.08% eran isleños del Pacífico, el 21.39% eran de otras razas y el 3.42% pertenecían a dos o más razas. Del total de la población el 55.05% eran hispanos o latinos de cualquier raza.